# 大浜出入口
大浜出入口（おおはまでいりぐち）は、大阪府堺市堺区にある阪神高速道路4号湾岸線の出入口。三宝 - 出島間開通時には未供用であったが、1995年までに順次追加設置された。

## 料金所

### 大浜料金所
進行方向右側の2レーンが神戸・大阪（天保山）方面行、左側2レーンがりんくう（泉佐野）方面行となっている。
- ブース数：4
  - ETC専用：2
  - ETC/一般：2

## 接続する道路
- 国道26号
- 大阪府道34号堺狭山線

### 乗り継ぎ
当出入口（北行出口、南行入口）と15号堺線の堺出入口の間に乗り継ぎ制度が設定されている。当出口から乗り継ぐ場合、乗継券を当出口の自動発券機から受け取る（ETC車は自動処理なので、乗継券は不要）。

## 周辺
- 日本石油大阪石油工運
- 栗本鉄工所大阪臨海工場
- 大和ハウス工業
- JFEティナー堺工場
- 松尾橋梁堺工場
- フジサワ本社工場
- 大浜公園
- 南海本線堺駅
- ラウンドワンスタジアム 堺駅前店

## 隣
阪神高速4号湾岸線
(4-03)南港南出入口 - (4-04)三宝JCT/出入口 - (4-05,4-06)大浜出入口 - (4-07)出島出入口